# Arrabonicum flórajárás
A gyakorlatilag a Kisalfölddel azonos Arrabonicum flórajárás az Eupannonicum flóravidék (Alföldek) legnyugatibb flórajárása. Nyugati része a zárt tölgyes, keleti része pedig az erdős sztyepp övben foglal helyet.
Növényföldrajzi jellegét döntően a Duna árterén, elsősorban a Szigetközben megtelepült, és sok hegyvidéki elemet rejtő ártéri ligeterdők (Pimpinello majoris-Ulmetum és Paridi quadrifoliae-Alnetum) alakították ki. Ezek a helyükre telepített nemes nyárasok egyhangú mesterséges ültetvényei miatt az utóbbi évtizedekben vészesen összezsugorodtak. A vízrendezés, a mocsarak lecsapolása megpecsételte a Hanság hajdan volt lápjainak sorsát. Az égeres láperdők, láprétek máig fennmaradt töredékei számos igen ritka, veszélyeztetett fajnak:
- fekete ribiszke (Ribes nigrum),
- babérfűz (Salix pentandra),
- molyhos nyír (Betula pubescens)

nyújtanak menedéket, ezért különleges természeti értékeink.
A Fertő terjedelmes nádasai és szikesei a Hansággal együtt a Fertő–Hanság Nemzeti Park részei. Értékes lápterületek találhatók a Marcal völgyében is. Az egykor gazdag flórájú homokpuszták túlnyomórészt a homokfásítás áldozatául estek. Különleges érték a Bakonyszentlászló–Fenyőfő közt élő, egyedülálló, maradvány jellegű homokpusztai erdeifenyves (Festuco vaginatae-Pinetum). A flórajárás keleti peremén, Esztergom környékén található síklápok fő érdekessége az illatos hagyma (Allium suaveolens).

## Jellegzetes flóraelemei
Az élőhelyek egyik csoportjára:
- a Győr és Komárom között nyomokban föllelhető meszes homokpusztákra,
- a löszhátakra (Pannonhalma és Ilak között, illetve Ravazd vidékén),
- a Sokorói-dombság lábának homoki gyepjein

a kontinentális, pannon–pontusi, pontusi és szubmediterrán elemek jutnak túlsúlyra.
A kontinentális flóraelemek közül jellemző:
- pusztai kutyatej (Euphorbia seguieriana),
- buglyos fátyolvirág (Gypsophila paniculata),
- homokgyopár (Helychrisum arenarium),
- kunkorgó árvalányhaj (Stipa capillata).

Pannon–pontusi, illetve pontusi fajok:
- homoki keserűfű (Polygonum arenarium),
- fényes poloskamag (Corispermum nitidum),
- homoki vértő (Onosma arenaria).

Szubmediterrán fajok:
- nyalábos kőhúr (Minuartia fastigiata),
- homoki habszegfű (Silene conica),
- szürke nyúlkapor (Trinia glauea).

A pusztai flóraelemek között feltűnik több endemikus faj, illetve alfaj is:
- homoki imola (Centaurea arenaria ssp. tausheri),
- kései szegfű (Dianthus serotinus),
- magyar csenkesz (Festuca vaginata),
- homoki fátyolvirág (Gypsophila arenaria),
- homoki varjúháj (Sedum hillebrandti).

## Tájegységei

### Hanság (és Fertő)
A Hanság lefolyástalan, lápos medence. A Fertő mellékén hatalmas nádasok és szikesek húzódnak. A lecsapolások miatt az egykori gazdag lápvilágnak csak hírmondói maradtak fenn. A szikesek „eredetisége” nehezen értelmezhető, mivel a tó területe és vele a növénytársulások elhelyezkedése, el-, illetve kiterjedése mindig roppant változékony volt – és ebben egyaránt volt szerepe a természeti folyamatoknak és a vízkormányzásnak.
- Ezeken a szikeseken a sótűrő fajok között nemcsak kontinentális, de irán-turáni jellegű, bennszülött flóraelemeket is találunk:
  - sziki őszirózsa (Aster tripolium ssp. pannonicus)
  - sziksófű (Suada pannonica, Suada maritima)
  - közönséges mézpázsit vagy sziki mézpázsit (Puccinellia distans - szin: Puccinellia limosa)
  - fehér zsázsa (Lepidum crassifolium, a Fertő partján).
- Fűz- és égerlápokban:
  - molyhos nyír (Betula pubescens),
  - babérfűz (Salix pentandra),
  - fekete ribiszke (Ribes nigrum),
  - erdeifenyő (Pinus sylvestris) – kihalt
  - tőzegmohák (Sphagnum sp.) – kihaltak
- Kiszáradó lápréteken:
  - lápi nyúlfarkfű (Sesleria uliginosa),
  - lápi hízóka (Pinguicula vulgaris) – kihalt
  - lisztes kankalin (Primula farinosa) – kihalt

### Komáromi-síkság
A Kisalföld keleti részén elterülő síkságot túlnyomórészt meszes homok borítja. Jellegzetes növénytársulásai és növényfajai:
- Meszes homokpuszták:
  - méhbangó (Ophrys apifera),
  - pókbangó (Ophrys sphegodes).
- Kiszáradó láprétek:
  - illatos hagyma (Allium suaveolens).

### Rábaköz és Marcal-medence
A Rába és a Marcal fiatal öntésterületének jellegzetes növénytársulásai:
- keményfaligetek,
- gyertyános–tölgyesek;

jellegzetes növényfajai:
- - berki szellőrózsa (Anemone nemorosa),
  - tavaszi tőzike (Leucojum vernum).

### Szigetköz és Csallóköz
A Bécsi-kapun át a Kárpát-medencébe lépő Duna szerteágazik, és a Kisalföld süllyedő medencéjében lerakja hordalékát. Ez a kavicsos-homokos hordalék építi fel a Szigetköz és a Szlovákiához tartozó Csallóköz hatalmas szigetvilágát.
A tájat egykor uraló keményfaligeteket (Querco–Ulmetum) a 20. században a talajvíz szintjének emelkedésével puhafaligetek (Salicetum albae–fragilis) váltották fel; előbbiek foltjai csak a magasabb térszíneken éltek túl.
- A keményfaligetek aljnövényzetében jellegzetes, a hegyvidékről levándorolt fajokat figyelhetünk meg:
  - tüzes liliom (tűzliliom, Lilum bulbiferum),
  - fehér sás (Carex alba)
  - békabogyó (Actaea spicata)
- A puhafaligetek növényzetében is előfordulnak az Alpokból a Duna mentén levándorolt fajok:
  - hegyi csipkeharaszt (Selaginella helvetica),
  - csermelyciprus (Myricaria germanica),
  - sugárkankalin (Primula elatior),
  - havasi ikravirág (Arabis alpina),
  - hölgy estike (Hesperis matronalis).

Jellegzetes növénytársulásai és növényfajai:
- Alacsony árterek bokorfüzeseiben és puhafaligetekben:
  - parti fűz (Salix elaeagnos),
  - fekete ribiszke (Ribes nigrum),
  - tavaszi tőzike (Leucojum aestivum),
  - patakparti aggófű (Senecio fluviatilis),
  - mocsári aggófű (Jacobaea paludosa);
- keményfaligetekben és gyertyános–tölgyesekben:
  - árnyékvirág (Majanthemum bifolium),
  - odvas keltike (Corydalis cava),
  - medvehagyma (Allium ursinum),
  - kónya vicsorgó (Lathraea squamaria),
  - hóvirág (Galanthus nivalis),
  - dunai csillagvirág (Scilla vindobonensis);
- száraz tölgyesekben:
  - méhbangó (Ophrys apifera),
  - légybangó (Ophrys insectifera),
  - fehér sás (Carex alba).

A Fertő medencéjével lecsapolásáig összefüggött a Hanság (Hany) mocsárvidéke, amin kiterjedt égererdők (Thelypteridi–Alnetum) nőttek. Ma már csak néhány folton látható a csíkos éger (Alnus rugosa) cserjeszintjében a fekete ribiszke (Ribes nigrum) terjeszkedik, és alatta nagy ritkán még felfedezhető a lápi csalán (Urtica kioviensis)
Egyes szerzők az Arrabonicum flórajáráshoz sorolják az Ausztriához tartozó Bécsi-medence és a Csehországhoz tartozó Morvamező növényzetét is.

## Ság hegy
A síkságból szigetként kiemelkedő Ság (279 m) növényzete nem a Kisalföldével, hanem a Dunántúli-középhegységével rokon.